# مرق (كاشان)
مرق هي قرية في مقاطعة كاشان، إيران. عدد سكان هذه القرية هو 1,300 في سنة 2006.